# Al Maton (huyện)
Huyện Al Maton là một huyện thuộc tỉnh Al Jawf, Yemen. Đến thời điểm năm 2003, huyện này có dân số 28411 người